# Klassiker der Technik
Die Reihe Klassiker der Technik ist eine Fachbuchreihe aus dem Springer Science+Business Media (Springer Verlag), die Grundlagenwissen über ein technisches Fachgebiet als Reprint in einer unveränderten Form publiziert. Die  Titel sind auch  historische Standardwerke auf ihrem Fachgebiet, die teilweise durch Neuauflagen aktualisiert wurden. Die Autoren waren in der Regel Professoren oder Lehrstuhlinhaber des jeweiligen Fachgebietes.
| Titel                                                | Verfasser oder Herausgeber                    |
| ---------------------------------------------------- | --------------------------------------------- |
| Schnitt-, Stanz- und Ziehwerkzeuge                   | G. Oehler, W. Panknin, H. Hoffmann            |
| Matrizen und ihre Anwendungen 1                      | Rudolf Zurmühl, Sigurd Falk                   |
| Korrosionsschadenkunde                               | Elsbeth Wendler-Kalsch, Hubert Gräfen 1998    |
| Leichtbau                                            | Heinrich Hertel                               |
| Magnesium und seine Legierungen                      | Adolf Beck (Hrsg.)                            |
| Ventilatoren                                         | Bruno Eck                                     |
| Die Blechabwicklungen                                | Johann Jaschke                                |
| Höhere Technische Mechanik                           | Istvan Szabo                                  |
| Die Prüfung elektrischer Maschinen                   | W. Nürnberg, R. Hanitsch                      |
| Kerbspannungslehre                                   | Heinz Neuber                                  |
| Aerodynamik des Flugzeuges 1                         | Hermann Schlichting, Erich A. Truckenbrodt    |
| Thermische Turbomaschinen 1/2                        | Walter Traupel                                |
| Elektrische Energietechnik                           | Gerhard Hosemann (Hrsg.)                      |
| Aerodynamik des Flugzeuges 2                         | Hermann Schlichting, Erich A. Truckenbrodt    |
| Planung und Bau verfahrenstechnischer Anlagen        | Gerhard Bernecker                             |
| Die Korrosion der Metalle                            | Helmut Kaesche                                |
| Festigkeitslehre                                     | Jens Wittenburg                               |
| Hochspannungsmesstechnik                             | Adolf J. Schwab                               |
| Auswuchttechnik                                      | Klaus Federn                                  |
| Glastechnische Fabrikationsfehler                    | Hans Jebsen-Marwedel, Rolf Brückner (Hrsg.)   |
| Zahnradgetriebe                                      | Johannes Looman                               |
| Fluidmechanik 1/2                                    | Erich A. Truckenbrodt                         |
| Leichtbau                                            | Johannes Wiedemann                            |
| Baustatik                                            | Kurt Hirschfeld                               |
| Wirbelströme und Schirmung in der Nachrichtentechnik | Heinrich Kaden                                |
| Strömungsmaschinen                                   | Carl Pfleiderer, Hartwig Petermann            |
| Flugleistungen                                       | Gerhard Brüning, Xaver Hafer, Gottfried Sachs |
| Einführung in die Technische Mechanik                | Istvan Szabo                                  |
| Apparate- und Anlagentechnik                         | E. Klapp                                      |